# Coppengrave
Coppengrave là một thị xã ở huyện Hildesheim trong bang Niedersachsen, Đức. Đô thị Coppengrave có diện tích 3,2 km², dân số thời điểm ngày 31 tháng 12 năm 2006 là 705 người.